# Nebraska
Pour les articles homonymes, voir Nebraska (homonymie).
Le Nebraska (/nəˈbɹæskə/) est un État du centre des États-Unis, situé au cœur de la région des Grandes Plaines et du Midwest. Il est bordé par six États : le Wyoming à l'ouest, le Dakota du Sud au nord, l'Iowa à l'est, le Missouri au sud-est, le Kansas au sud et le Colorado au sud-ouest. Sa capitale est Lincoln et la plus grande ville Omaha (avec une aire urbaine d'environ 900 000 habitants). Bordé à l'est par la rivière Missouri, le Nebraska est un État rural et agricole relativement peu peuplé. Ses paysages sont essentiellement composés de vastes prairies dépourvues d'arbres, bien que les premiers contreforts des montagnes Rocheuses vallonnent l'Ouest du territoire, avec des curiosités géologiques comme la Chimney Rock. Son climat connaît de fortes variations de température, entre un été chaud et un hiver rude, ainsi que de nombreuses tornades et tempêtes (Tornado Alley).
Le territoire du Nebraska était peuplé par plusieurs ethnies amérindiennes avant l’arrivée des Européens au début du XVIIIe siècle. Il fait alors partie de la Louisiane française et comporte des comptoirs commerciaux de peaux et fourrures. L'expédition Lewis et Clark le traverse vers 1805. L'État devient par la suite une route de passage vers l'ouest, et la ruée vers l'or en Californie (1848-1856) entraîne son peuplement, notamment par des migrants d'origine allemande ou tchèque. Peu après la fin de la guerre de Sécession, il devient, en mars 1867, le 37e État admis dans l'Union. Au XXe siècle, il voit sa population refluer en raison de la Grande Dépression et d'une série de tempêtes de poussière (le Dust Bowl).
Aujourd'hui, son économie est marquée par l'importance de l'industrie agroalimentaire, et notamment la production de maïs et de viande de bœuf ou de porc. Le Nebraska est l'un des États les plus pauvres des États-Unis, avec de nombreuses réserves indiennes. Il est aussi l'un des plus conservateurs et fidèles au Parti républicain : aucun candidat démocrate à la présidentielle ne l'a emporté dans cet État depuis l'élection présidentielle de 1964. Les principaux sites touristiques du territoire valorisent les anciennes routes vers l'Ouest, telles que la Piste de la Californie, celle du Pony Express et la Lewis and Clark National Historic Trail.

## Origine du nom
Le Nebraska doit probablement son nom au terme amérindien servant à désigner la rivière Platte (une déformation du mot français plat par les Anglais) qui coule dans cet État. En effet, en langue iowa-oto archaïque, les mots Ñí Brásge (otoe contemporain Ñí Bráhge), et en langage Omaha–Ponca, les mots Ní Btháska, signifient « eau plate ».

## Histoire

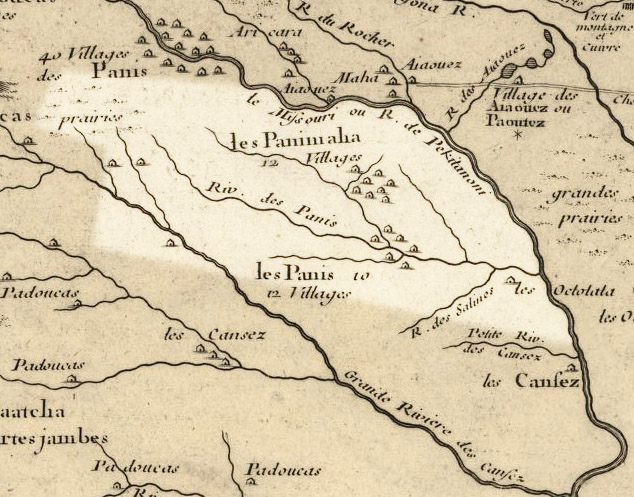
Le Nebraska en 1718 (en jaune), carte dessinée par Guillaume Delisle.

Le Nebraska était habité bien avant l'arrivée des pionniers européens par différentes tribus amérindiennes, dont les Iowas, les Omahas, les Missourias, les Poncas, les Pawnees, les Otos et différentes branches de la famille des Sioux.
Le XVIIIe siècle fut l'époque des explorateurs européens, pour qui la Louisiane française (dont faisait partie intégrante l'actuel Nebraska) était en grande partie une Terra Incognita. En 1714, le Français Étienne de Bourgmont fut ainsi le premier Européen à reconnaître l'embouchure de la rivière Platte, qu'il appela la rivière Nebraskier.
À partir de 1794, le commerce de la fourrure se développa. Cette année-là, Jean-Baptiste Truteau (1748-1827) établit un comptoir commercial sur la rivière Niobrara. En 1820, l'armée américaine établit son premier fort dans l'actuel Nebraska, le fort Atkinson, afin d'assurer la protection des marchands de fourrure qui parcouraient la région. Après les années 1840, le pays est marqué par le passage de la route vers l'Ouest, qui suit le couloir de la rivière Platte, en s'appuyant sur des repères naturels, en particulier des monticules caractérisant des formations géologiques singulières. L'ancien nom indigène francisé, puis hispanisé en Nebraska, de ce couloir sert à désigner le territoire connu.
Le 30 mai 1854, la loi Kansas-Nebraska proclama la création des territoires du Nebraska et du Kansas, en choisissant le 40e parallèle nord comme ligne de séparation entre ceux-ci. Omaha fut désigné comme la capitale du tout nouveau territoire du Nebraska. Par la suite, ce territoire est à plusieurs reprises amputé pour former les territoires voisins du Dakota, du Washington et du Colorado. Il acquiert sa forme définitive en 1867.
Dans les années 1860, la première vague de jeunes fermiers déferla sur le Nebraska, profitant du Homestead Act pour s'approprier les terres cédées par les tribus amérindiennes. Beaucoup de ces premiers arrivants construisirent des maisons en terre en raison de l'absence d'arbres dans les prairies du Nebraska.
Le Nebraska devint le 37e État des États-Unis le 1er mars 1867, peu de temps après la fin de la guerre de Sécession.
L'agriculture extensive de céréales, ainsi que l'élevage, a marqué l'histoire du pays. La première, systématiquement généralisée sans préoccupation de la tenue des sols par une végétation adaptée, reléguant le second sur les sols les plus pauvres ou le chassant, est à l'origine de dégradation accrue de champs épuisés et fragiles, qui, à l'instar des badlands, s'érodent en poussières sous l'action du vent ou glisse en boues lors des inondations. La crise agricole des années 1930 est dramatique. L'irrigation automatique de vastes parcelles rondes à partir des nappes phréatiques profondes relance son développement après 1953 et surtout au cours des décennies suivantes. Mais les excès de pompage et la pollution des intrants chimiques commencent à toucher l'ensemble des zones aquifères de manière préoccupante.

## Géographie

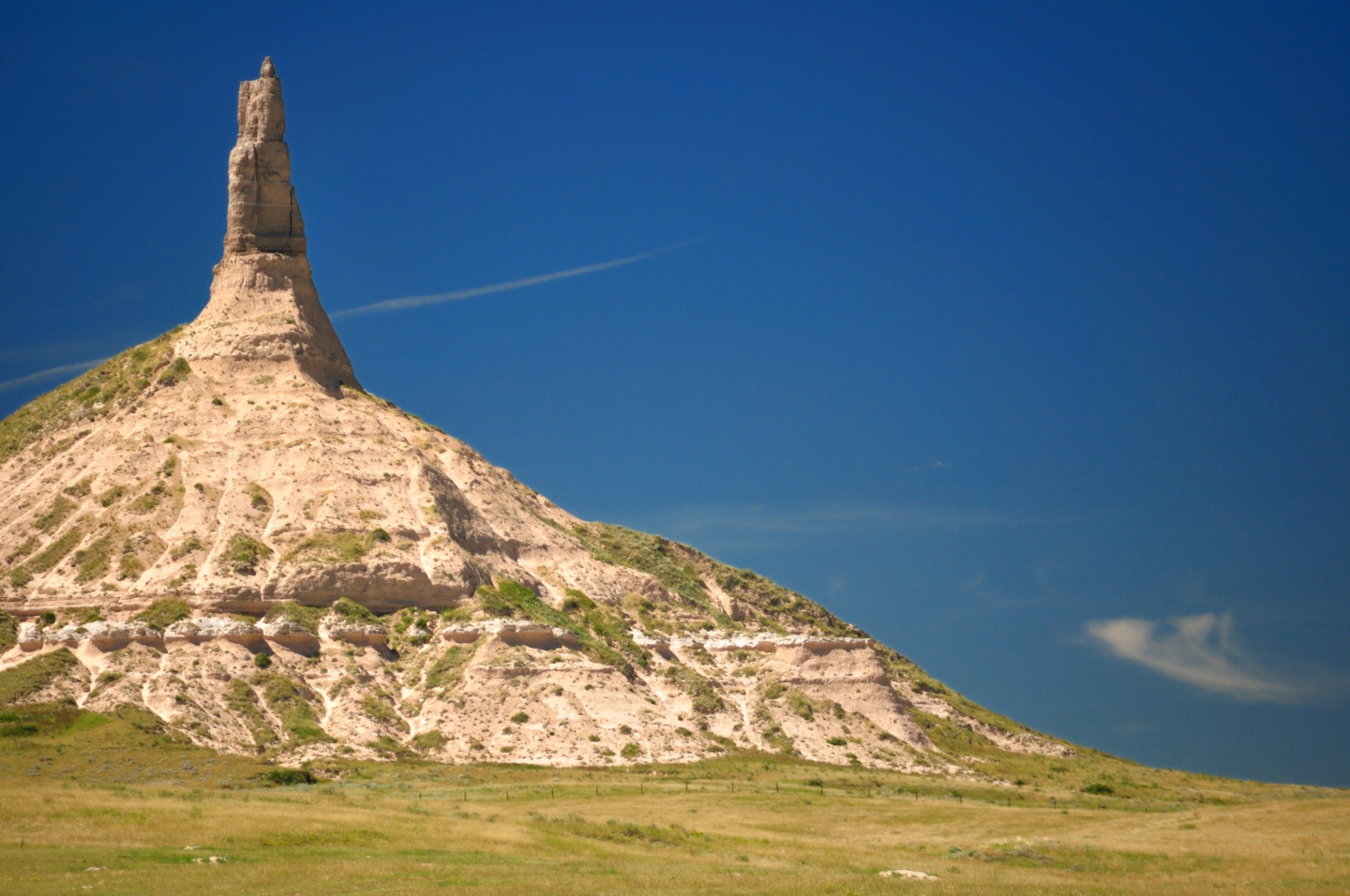
Chimney Rock.

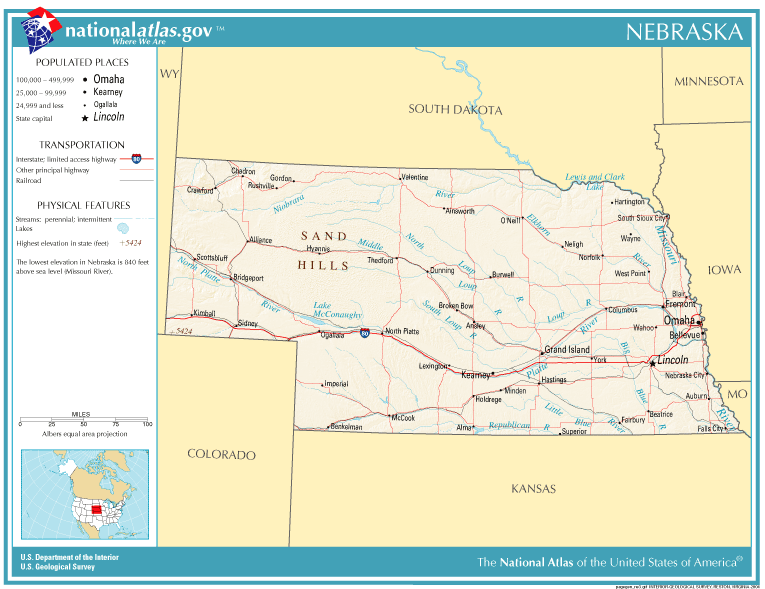
Carte du Nebraska.

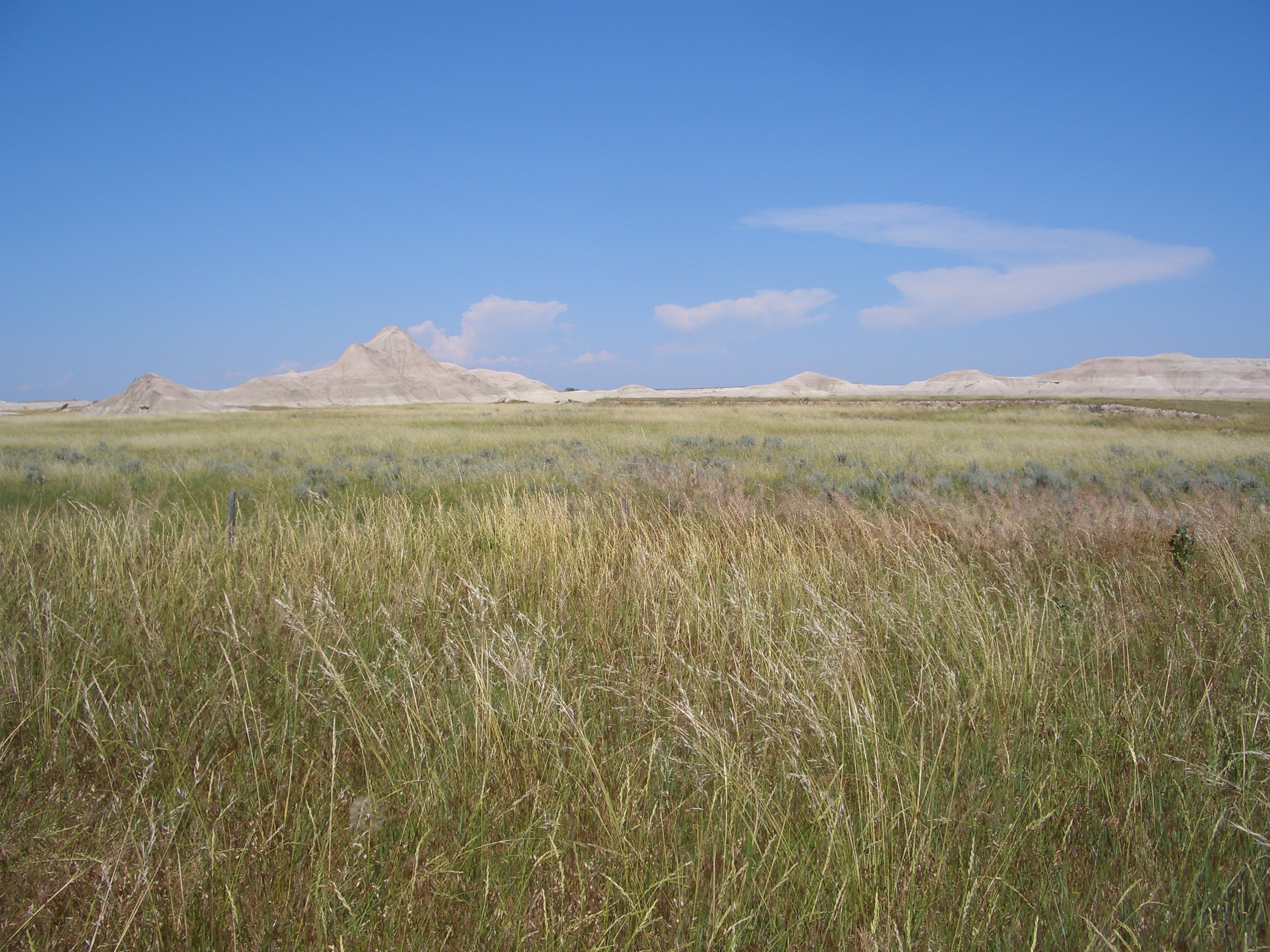
Paysage de plaine herbeuse typique des Grandes Plaines dans le Nord-Ouest du Nebraska.

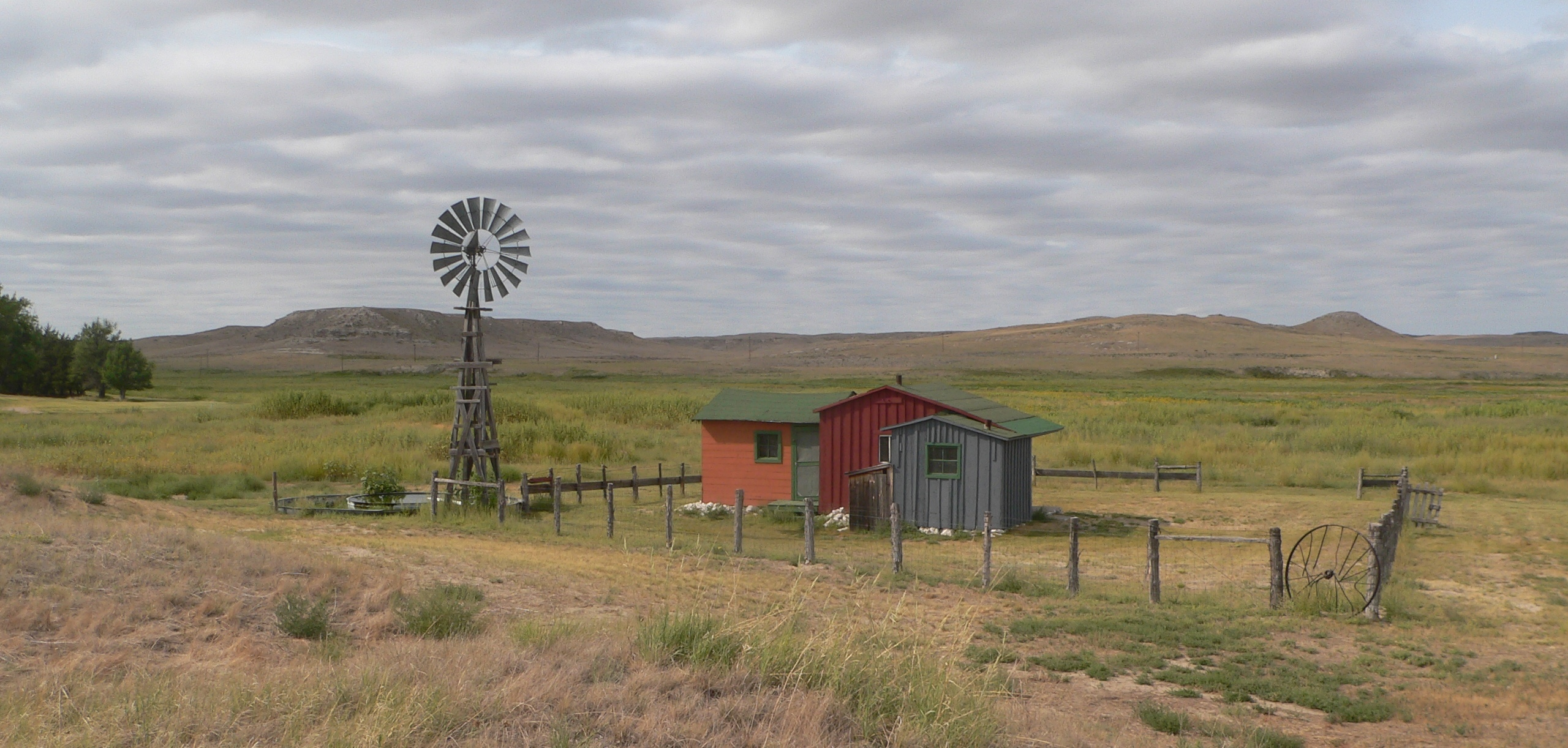
Agate Fossil Beds National Monument.

### Généralités
D'une superficie de 200 349 km2, le Nebraska est peuplé de 1 796 619 habitants (année 2009). La capitale du Nebraska est Lincoln et la plus grande ville, Omaha. L'État s'étend entre 40° et 42° de latitude nord, et entre 95° 19' et 104° 03' de longitude ouest. Il a pour unique frontière naturelle la rivière Missouri à l'est, les autres frontières suivant des parallèles ou des méridiens.

### Relief et géologie
L'État est essentiellement plat. Toutefois, les premiers contreforts des montagnes Rocheuses vallonnent la partie ouest. Panorama Point, une colline située près de la frontière avec le Wyoming et le Colorado, est le sommet de l'État et culmine à 1 653 mètres. La « partie est » appartient aux Dissected Till Plains, une région aux sols fertiles grâce au lœss qui s'y est accumulé lors de la dernière glaciation. Elle abrite notamment les villes de Lincoln et d'Omaha. Les parties centre et ouest appartiennent aux Grandes Plaines et offrent des terrains de nature variée.
Les Sand Hills occupent notamment un bon quart de l'État dans l'Ouest et le Centre de celui-ci. La région est faite de dunes de sable qui se sont formées à la suite du retrait des glaciers continentaux à la fin de la dernière période glaciaire. Une végétation de prairie stabilise les dunes. La fragilité du sol sablonneux y empêche toute forme d'agriculture à l'exception du ranching.
L'État abrite entre autres comme curiosité naturelle le Chimney Rock (en français : le rocher cheminée). Il s'agit d'une formation rocheuse sculptée par l'érosion faite d'une colline en forme de cône haute de 150 m que surmonte une aiguille haute de 46 m qui domine toute la plaine environnante et servait autrefois de repère visuel aux pionniers qui empruntaient la piste de l'Oregon.
À l'extrême ouest, les badlands, étendues majoritairement dans le Dakota du Sud, se situent en partie sur l'État.

### Hydrographie
Les cours d'eau qui coulent dans le Nebraska appartiennent tous au bassin versant de la rivière Missouri qui coule à l'est de l'État et dont le cours sert de frontière avec les états voisins du Dakota du Sud, de l'Iowa et du Missouri. La plupart drainent l'État d'ouest en est et suivent en cela l'orientation générale de la pente des terrains depuis les contreforts des Rocheuses jusqu'à la vallée du Missouri. Ainsi du nord au sud coulent de manière parallèle la rivière Niobrara, la rivière Platte et son principal affluent la rivière Loup, et la rivière Republican.
Certaines parties du Nebraska sont mal drainées. C'est notamment le cas de l'ouest des Sand Hills : des lacs salés y servent d'exutoire à de modestes cours d'eau.
Les principales étendues d'eau du Nebraska sont des lacs artificiels comme le lac McConaughy (en), le lac Harlan County (en) et le lac de Lewis et Clark.

### Climat
La moitié orientale du Nebraska bénéficie d'un climat continental humide (type Dfa selon la classification de Köppen) tandis que la moitié occidentale bénéficie d'un climat continental semi-aride (type BSk selon la classification de Köppen). Les températures sont assez uniformes sur l'ensemble du territoire. Par contre les précipitations varient du simple au double. Celles-ci diminuent graduellement vers l'ouest depuis les abords de la rivière Missouri jusqu'aux premiers contreforts des montagnes Rocheuses. Ainsi, la ville d'Omaha située à l'extrémité est enregistre 746 mm de précipitations par an contre 388 mm pour la ville de Scottsbluff située à l'extrémité ouest. La hauteur annuelle des chutes de neige est comprise quant à elle entre 65 et 90 cm sur une bonne partie du territoire.
Le Nebraska est situé sur la Tornado Alley et de ce fait des tornades dévastatrices et de violents orages se produisent régulièrement au printemps et en été.
En hiver, lorsque le Chinook, un vent comparable au foehn, souffle depuis les Rocheuses en direction de la plaine, celui-ci fait remonter le thermomètre dans l'Ouest du Nebraska et y rend les mois d'hiver moins rigoureux.
| Mois                              | jan. | fév. | mars | avril | mai  | juin | jui. | août | sep. | oct. | nov. | déc.  | année |
| --------------------------------- | ---- | ---- | ---- | ----- | ---- | ---- | ---- | ---- | ---- | ---- | ---- | ----- | ----- |
| Température minimale moyenne (°C) | −13  | −9,8 | −5   | 1,1   | 7    | 12,3 | 15,6 | 14,2 | 7,9  | 0,8  | −5,9 | −11,6 | 1,1   |
| Température maximale moyenne (°C) | 1,4  | 4,9  | 9,9  | 16,9  | 22,1 | 27,6 | 31   | 30   | 24,8 | 18,7 | 9,7  | 2,9   | 16,7  |
| Précipitations (mm)               | 9,1  | 10,9 | 30,5 | 50,5  | 87,1 | 85,6 | 77,7 | 44,2 | 40,9 | 24,9 | 16,8 | 11,9  | 490   |
| dont neige (cm)                   | 13,5 | 10,7 | 16,8 | 6,6   | 0,3  | 0    | 0    | 0    | 0,3  | 3,6  | 10,4 | 13,2  | 75,4  |

### Aires protégées

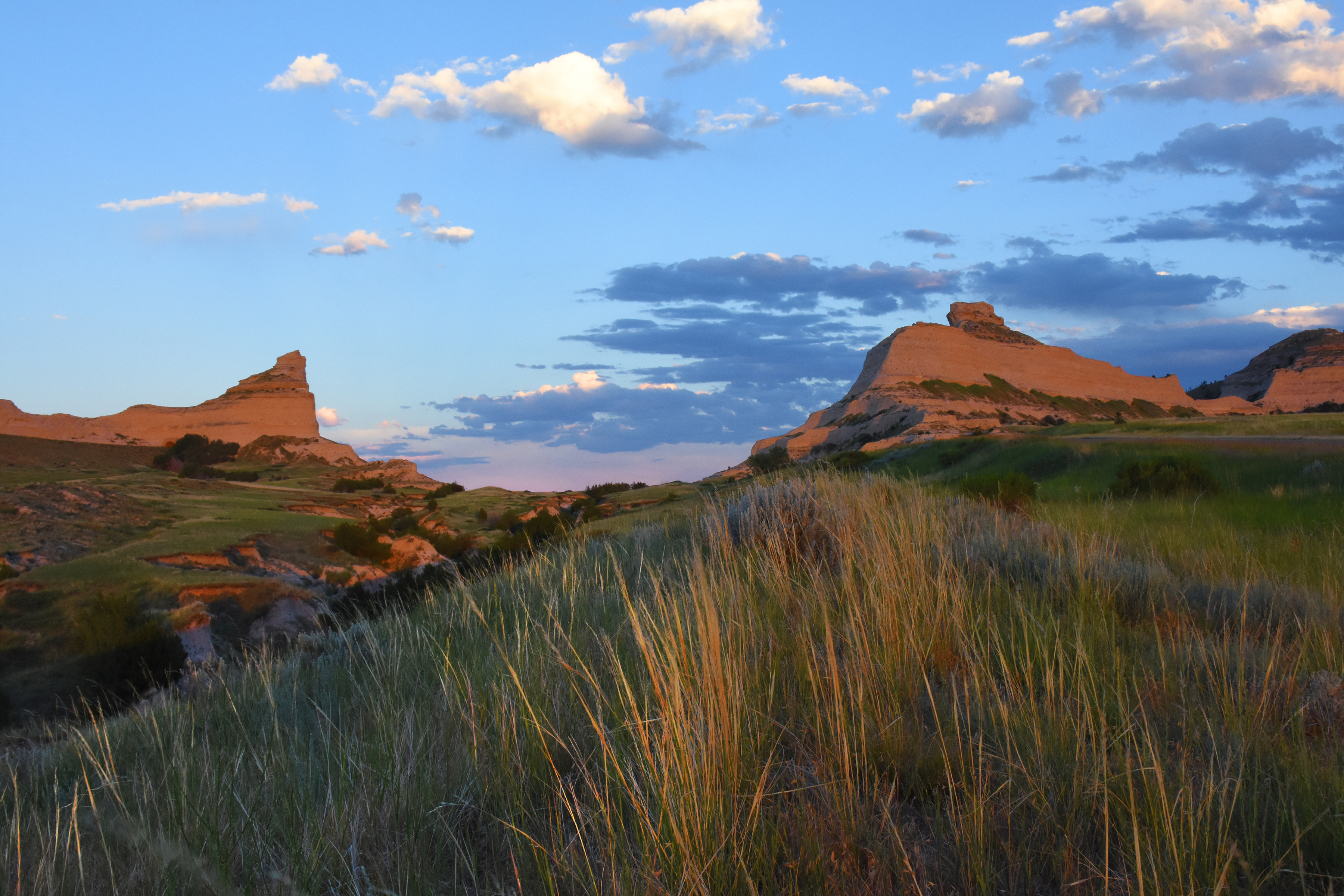
Le monument national de Scotts Bluff.

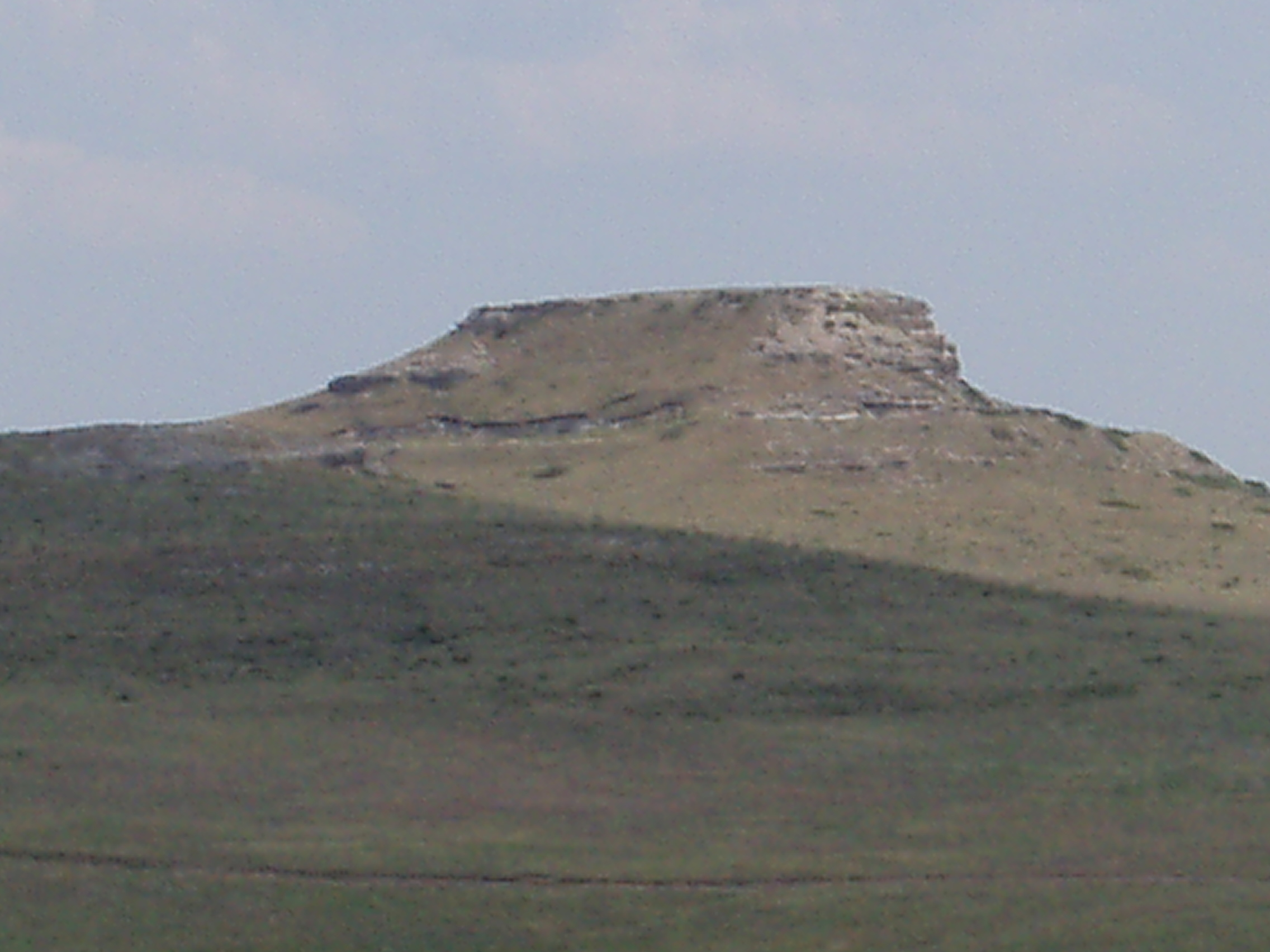
Le monument national de Agate Fossil Beds.

Le Nebraska compte dix aires protégées gérées par le National Park Service :
- le monument national de Agate Fossil Beds ;
- le sentier historique national de California ;
- le monument national américain Homestead ;
- le sentier historique national de Lewis & Clark ;
- la rivière récréative nationale de Missouri ;
- le sentier historique national de Mormon Pioneer ;
- la rivière nationale de Niobrara ;
- le sentier historique national de Oregon ;
- le sentier historique national de Pony Express ;
- le monument national de Scotts Bluff[4].

## Subdivisions administratives

### Comtés
L'État du Nebraska est divisé en 93 comtés.

### Agglomérations

#### Aires métropolitaines et micropolitaines
Le Bureau de la gestion et du budget a défini quatre aires métropolitaines et neuf aires micropolitaines dans ou en partie dans l'État du Nebraska.
| Zone urbaine                | Population (2010) | Population (2013) | Variation (2010-2013) | Rang national (2013) |
| --------------------------- | ----------------- | ----------------- | --------------------- | -------------------- |
| Omaha-Council Bluffs, NE-IA | 742 205 (865 350) | 773 096 (895 151) | 4,2 % (3,4 %)         | (60)                 |
| Lincoln, NE                 | 302 157           | 314 125           | 4,0 %                 | 157                  |
| Grand Island, NE            | 81 850            | 83 989            | 2,6 %                 | 369                  |
| Sioux City, IA-NE-SD        | 27 006 (168 563)  | 26 798 (168 714)  | -0,8 % (0,1 %)        | (241)                |

| Zone urbaine     | Population (2010) | Population (2013) | Variation (2010-2013) | Rang national (2013) |
| ---------------- | ----------------- | ----------------- | --------------------- | -------------------- |
| Kearney, NE      | 52 591            | 54 441            | 3,5 %                 | 178                  |
| Norfolk, NE      | 48 271            | 48 561            | 0,6 %                 | 221                  |
| Scottsbluff, NE  | 38 971            | 38 920            | -0,1 %                | 324                  |
| North Platte, NE | 37 590            | 37 340            | -0,7 %                | 351                  |
| Fremont, NE      | 36 691            | 36 515            | -0,5 %                | 363                  |
| Columbus, NE     | 32 237            | 32 505            | 0,8 %                 | 409                  |
| Hastings, NE     | 31 364            | 31 610            | 0,8 %                 | 418                  |
| Lexington, NE    | 26 370            | 26 179            | -0,7 %                | 461                  |
| Beatrice, NE     | 22 311            | 21 864            | -2,0 %                | 501                  |

En 2010, 81,0 % des Nébraskains résidaient dans une zone à caractère urbain, dont 63,1 % dans une aire métropolitaine et 17,9 % dans une aire micropolitaine. Les aires métropolitaines d'Omaha-Council Bluffs et de Lincoln regroupaient respectivement 40,6 % et 16,5 % de la population de l'État.

#### Aires métropolitaines combinées
Le Bureau de la gestion et du budget a également défini trois aires métropolitaines combinées dans ou en partie dans l'État du Nebraska.
| Zone urbaine                        | Population (2010) | Population (2013) | Variation (2010-2013) | Rang national (2013) |
| ----------------------------------- | ----------------- | ----------------- | --------------------- | -------------------- |
| Omaha-Council Bluffs-Fremont, NE-IA | 778 896 (902 041) | 809 611 (931 666) | 3,9 % (3,3 %)         | (57)                 |
| Lincoln-Beatrice, NE                | 324 468           | 335 989           | 3,6 %                 | 105                  |
| Sioux City-Vermillion, IA-SD-NE     | 27 006 (182 427)  | 26 798 (182 649)  | -0,8 % (0,1 %)        | (141)                |

### Municipalités

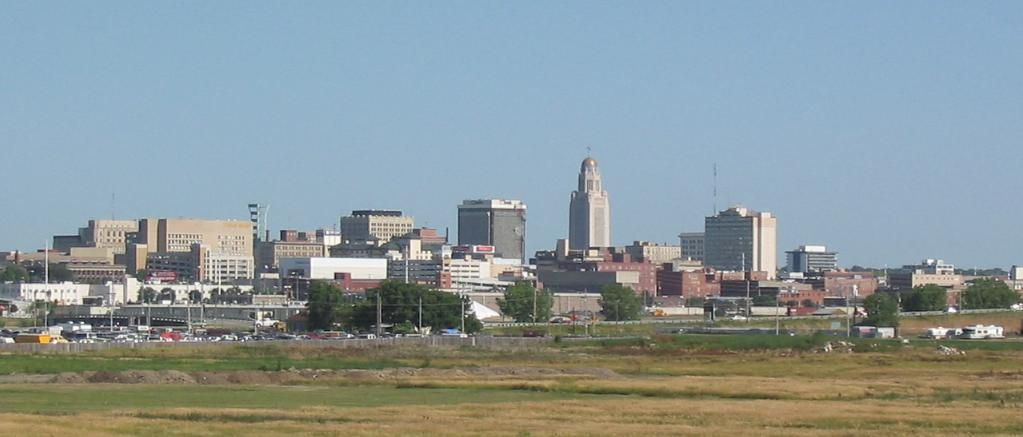
La capitale du Nebraska, Lincoln.

L'État du Nebraska compte 530 municipalités, dont 16 de plus de 10 000 habitants.
| Rang | Municipalité     | Comté        | Population (2010) | Population (2013) | Variation (2010-2013) |
| ---- | ---------------- | ------------ | ----------------- | ----------------- | --------------------- |
| 1    | Omaha            | Douglas      | 408 958           | 434 353           | 6,2 %                 |
| 2    | Lincoln          | Lancaster    | 258 379           | 268 738           | 4,0 %                 |
| 3    | Bellevue         | Sarpy        | 50 137            | 53 663            | 7,0 %                 |
| 4    | Grand Island     | Hall         | 48 520            | 50 550            | 4,2 %                 |
| 5    | Kearney          | Buffalo      | 30 787            | 32 174            | 4,5 %                 |
| 6    | Fremont          | Dodge        | 26 397            | 26 340            | -0,2 %                |
| 7    | Hastings         | Adams        | 24 907            | 25 093            | 0,8 %                 |
| 8    | North Platte     | Lincoln      | 24 733            | 24 534            | -0,8 %                |
| 9    | Norfolk          | Madison      | 24 210            | 24 523            | 1,3 %                 |
| 10   | Columbus         | Platte       | 22 111            | 22 533            | 1,9 %                 |
| 11   | Papillion        | Sarpy        | 18 894            | 21 921            | 16,0 %                |
| 12   | La Vista         | Sarpy        | 15 758            | 17 562            | 11,5 %                |
| 13   | Scottsbluff      | Scotts Bluff | 15 039            | 15 023            | -0,1 %                |
| 14   | South Sioux City | Dakota       | 13 353            | 13 424            | 0,5 %                 |
| 15   | Beatrice         | Gage         | 12 459            | 12 157            | -2,4 %                |
| 16   | Lexington        | Dawson       | 10 230            | 10 204            | -0,3 %                |

La municipalité d'Omaha était la 42e municipalité la plus peuplée des États-Unis en 2013.

## Démographie

### Population

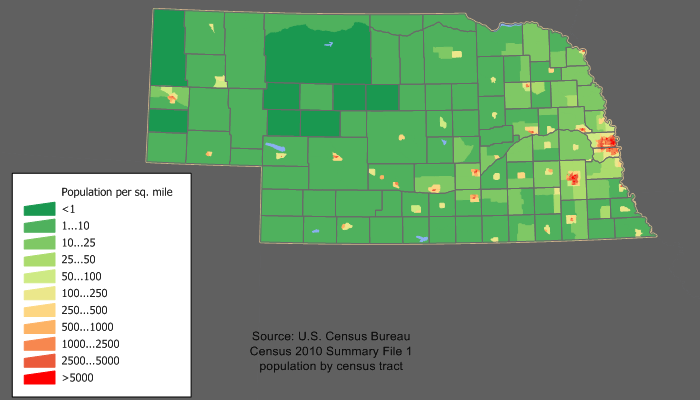
Densités de population en 2010 (au mille carré).

Le Bureau du recensement des États-Unis estime la population de l'État du Nebraska à 1 934 408 habitants au 1er juillet 2019, soit une hausse de 5,92 % depuis le recensement des États-Unis de 2010 qui tablait la population à 1 826 341 habitants. Depuis 2010, l'État connaît la 25e croissance démographique la plus soutenue des États-Unis.
Avec 1 826 341 habitants en 2010, le Nebraska était le 38e État le plus peuplé des États-Unis. Sa population comptait pour 0,59 % de la population du pays. Le centre démographique de l'État était localisé dans l'Ouest du comté de Butler.
Avec 9,18 hab./km2 en 2010, le Nebraska était le 8e État le moins dense des États-Unis.
Le taux d'urbains était de 73,1 % et celui de ruraux de 26,9 %.
En 2010, le taux de natalité s'élevait à 14,2 ‰ (14,0 ‰ en 2012) et le taux de mortalité à 8,3 ‰ (8,4 ‰ en 2012). L'indice de fécondité était de 2,14 enfants par femme (2,12 en 2012). Le taux de mortalité infantile s'élevait à 5,3 ‰ (4,7 ‰ en 2012). La population était composée de 25,14 % de personnes de moins de 18 ans, 9,99 % de personnes entre 18 et 24 ans, 25,52 % de personnes entre 25 et 44 ans, 25,84 % de personnes entre 45 et 64 ans et 13,51 % de personnes de 65 ans et plus. L'âge médian était de 36,2 ans.
Entre 2010 et 2013, l'accroissement de la population (+ 42 175) était le résultat d'une part d'un solde naturel positif (+ 35 584) avec un excédent des naissances (83 616) sur les décès (48 032), et d'autre part d'un solde migratoire positif (+ 7 322) avec un excédent des flux migratoires internationaux (+ 10 357) et un déficit des flux migratoires intérieurs (- 3 035).
Selon des estimations de 2013, 92,6 % des Nébraskains étaient nés dans un État fédéré, dont 65,0 % dans l'État du Nebraska et 27,6 % dans un autre État (14,4 % dans le Midwest, 7,0 % dans l'Ouest, 4,8 % dans le Sud, 1,4 % dans le Nord-Est), 0,8 % étaient nés dans un territoire non incorporé ou à l'étranger avec au moins un parent américain et 6,6 % étaient nés à l'étranger de parents étrangers (57,4 % en Amérique latine, 25,7 % en Asie, 7,3 % en Europe, 7,3 % en Afrique, 1,5 % en Amérique du Nord, 0,7 % en Océanie). Parmi ces derniers, 33,9 % étaient naturalisés américains et 66,1 % étaient étrangers,.
Selon des estimations de 2012 effectuées par le Pew Hispanic Center, l'État comptait 55 000 immigrés illégaux, soit 2,8 % de la population.

### Composition ethno-raciale et origines ancestrales
Selon le recensement des États-Unis de 2010, la population était composée de 86,12 % de Blancs, 4,54 % de Noirs, 2,16 % de Métis, 1,77 % d'Asiatiques, 1,01 % d'Amérindiens, 0,07 % d'Océaniens et 4,33 % de personnes n'entrant dans aucune de ces catégories.
Les Métis se décomposaient entre ceux revendiquant deux races (2,02 %), principalement blanche et noire (0,61 %), et ceux revendiquant trois races ou plus (0,15 %).
Les non-Hispaniques représentaient 90,83 % de la population avec 82,12 % de Blancs, 4,43 % de Noirs, 1,75 % d'Asiatiques, 1,56 % de Métis, 0,81 % d'Amérindiens, 0,05 % d'Océaniens et 0,12 % de personnes n'entrant dans aucune de ces catégories, tandis que les Hispaniques comptaient pour 9,17 % de la population, principalement des personnes originaires du Mexique (7,01 %) et du Guatemala (0,47 %).
|                                         | 1940  | 1950  | 1960  | 1970  | 1980  | 1990  | 2000  | 2010  |
| --------------------------------------- | ----- | ----- | ----- | ----- | ----- | ----- | ----- | ----- |
| Blancs                                  | 98,62 | 98,18 | 97,41 | 96,59 | 94,94 | 93,80 | 89,60 | 86,12 |
| ———Non hispaniques                      |       |       |       |       | 93,98 | 92,51 | 87,33 | 82,12 |
| Noirs                                   | 1,08  | 1,45  | 2,07  | 2,69  | 3,08  | 3,64  | 4,01  | 4,54  |
| ———Non hispaniques                      |       |       |       |       |       |       | 3,95  | 4,43  |
| Asiatiques (et Océaniens jusqu'en 1990) | 0,05  | 0,07  | 0,09  | 0,17  | 0,45  | 0,79  | 1,28  | 1,77  |
| ———Non hispaniques                      |       |       |       |       |       |       | 1,27  | 1,75  |
| Amérindiens                             | 0,26  | 0,30  | 0,39  | 0,45  | 0,59  | 0,79  | 0,87  | 1,01  |
| ———Non hispaniques                      |       |       |       |       |       |       | 0,79  | 0,81  |
| Autres                                  |       | 0,01  | 0,03  | 0,10  | 0,95  | 0,99  | 4,24  | 6,56  |
| ———Non hispaniques                      |       |       |       |       |       |       | 1,14  | 1,72  |
| Hispaniques (toutes races confondues)   |       |       |       |       | 1,79  | 2,34  | 5,52  | 9,17  |

En 2013, le Bureau du recensement des États-Unis estime la part des non-Hispaniques à 90,2 %, dont 81,0 % de Blancs, 4,5 % de Noirs, 2,0 % d'Asiatiques et 1,8 % de Métis, et celle des Hispaniques à 9,8 %.
En 2016, les Nébraskains s'identifiaient principalement comme étant d'origine allemande (36.1 %), irlandaise (13,1 %), anglaise (7.8%), mexicaine (7,8%)  tchèque (4,7 %), suédoise (4,3 %) américaine (4 %), polonaise (3,5 %) et italienne (2.7 %).
En 2016, l'État avait la plus forte proportion de personnes d'origine tchèque, la 2e plus forte proportion de personnes d'origine danoise et d'origine suédoise et aussi la 4e plus forte proportion de personnes d'origine allemande.
L'État abrite la 39e communauté juive des États-Unis. Selon le North American Jewish Data Bank, l'État comptait 6 100 Juifs en 2013 (8 290 en 1971), soit 0,3 % de la population. Ils se concentraient essentiellement dans les agglomérations d'Omaha-Council Bluffs (5 400) et de Lincoln (600).
Les Amérindiens s'identifiaient principalement comme étant Sioux (23,3 %), Omahas (17,4 %) et Amérindiens du Mexique (3,5 %).
Les Hispaniques étaient principalement originaires du Mexique (76,5 %), du Guatemala (5,1 %) et du Salvador (3,6 %). Composée à 43,7 % de Blancs, 6,6 % de Métis, 2,2 % d'Amérindiens, 1,2 % de Noirs, 0,2 % d'Asiatiques, 0,2 % d'Océaniens et 46,0 % de personnes n'entrant dans aucune de ces catégories, la population hispanique représentait 28,1 % des Métis, 24,5 % des Océaniens, 19,7 % des Amérindiens, 4,6 % des Blancs, 2,3 % des Noirs, 1,2 % des Asiatiques et 97,3 % des personnes n'entrant dans aucune de ces catégories.
L'État avait la 8e plus forte proportion de personnes originaires du Guatemala (0,47 %).
Les Asiatiques s'identifiaient principalement comme étant Viêtnamiens (24,5 %), Indiens (18,3 %), Chinois (14,6 %), Philippins (8,5 %), Coréens (8,3 %) et Japonais (4,8 %).
Les Métis se décomposaient entre ceux revendiquant deux races (93,3 %), principalement blanche et noire (28,4 %), blanche et amérindienne (19,2 %), blanche et autre (17,6 %), blanche et asiatique (15,5 %) et noire et amérindienne (3,3 %), et ceux revendiquant trois races ou plus (6,7 %).

### Religions
| Religion                    | Nebraska | États-Unis |
| --------------------------- | -------- | ---------- |
| Protestantisme évangélique  | 25       | 25,4       |
| Protestantisme traditionnel | 24       | 14,7       |
| Catholicisme                | 23       | 20,8       |
| Non affiliés                | 15       | 15,8       |
| Agnosticisme                | 4        | 4,0        |
| Églises afro-américaines    | 2        | 6,5        |
| Mormons                     | 1        | 1,6        |
| Athéisme                    | 1        | 3,1        |
| Hindouisme                  | 1        | 0,7        |
| Bouddhisme                  | 1        | 0,7        |
| Autres                      | 3        | 6,7        |

Selon l'institut de sondage The Gallup Organization, en 2015, 45 % des habitants du Nebraska se considèrent comme « très religieux » (40 % au niveau national), 29 % comme « modérément religieux » (29 % au niveau national) et 27 % comme « non religieux » (31 % au niveau national).

### Langues
L'anglais est la langue officielle du Nebraska depuis 1998.
Selon l'American Community Survey, pour la période 2012-2016, 88,97 % de la population âgée de plus de 5 ans déclare parler l'anglais à la maison, 7,36 % déclare parler l'espagnol, 0,45 % le vietnamien et 3,21 % une autre langue.

## Politique
| Gouvernement du Nebraska | Gouvernement du Nebraska | Gouvernement du Nebraska | Gouvernement du Nebraska | Gouvernement du Nebraska | Gouvernement du Nebraska | Gouvernement du Nebraska | Gouvernement du Nebraska | Gouvernement du Nebraska | Gouvernement du Nebraska | Gouvernement du Nebraska | Gouvernement du Nebraska | Législature du Nebraska | Congrès fédéral           | Congrès fédéral |
| Gouverneur               | Gouverneur               | Lieutenant-gouverneur    | Lieutenant-gouverneur    | Secrétaire d'État        | Secrétaire d'État        | Auditeur                 | Auditeur                 | Procureur général        | Procureur général        | Trésorier                | Trésorier                | Législature du Nebraska | Chambre des représentants | Sénat           |
| ------------------------ | ------------------------ | ------------------------ | ------------------------ | ------------------------ | ------------------------ | ------------------------ | ------------------------ | ------------------------ | ------------------------ | ------------------------ | ------------------------ | ----------------------- | ------------------------- | --------------- |
|                          | Pete Ricketts (R)        |                          | Mike Foley (R)           |                          | John Gale (R)            |                          | Charlie Janssen (R)      |                          | Doug Peterson (R)        |                          | Don Stenberg (R)         | non partisane           | R : 3                     | R : 2           |

### Bastion républicain aux présidentielles

Répartition du vote par comtés lors de l'élection présidentielle de 2016

Lors des élections présidentielles, le Nebraska est avec le Maine, le seul État à ne pas appliquer la règle du Winner-take-all où le candidat arrivé en tête remporte tous les grands électeurs de l'État. Depuis une loi de 1991, 2 des 5 grands électeurs du Nebraska sont attribués au candidat arrivé en tête dans l'ensemble de l'État et les trois autres sont chacun attribués au candidat arrivé en tête dans chacun des trois districts congressionnels du Nebraska.
Le Nebraska est un bastion des Républicains lors des élections présidentielles américaines. Aucun candidat démocrate à la présidentielle ne l'a emporté dans cet État depuis l'élection présidentielle de 1964 et la victoire du président sortant Lyndon B. Johnson (52,61 %). Lors de l’élection présidentielle de 2004, le président républicain George W. Bush y obtient 65,90 % des voix, contre 32,68 % au candidat démocrate John Kerry, plus haut score républicain dans l'État depuis l'élection présidentielle de 1972 (victoire de Nixon). Lors de celle de 2016, Donald Trump obtient 58,70% (495 961 voix) contre 33,70% (284 494 voix) pour Hillary Clinton. Lors des élections présidentielles de 2020, Donald Trump remporte 4 grands électeurs sur 5 et obtient 58,2 % des suffrages contre Joe Biden avec 39,2 %.
Barack Obama en 2008, Joe Biden en 2020 et Kamala Harris en 2024 ont remporté le grand électeur du second district du Nebraska, qui englobe le comté de Douglas. Lors du scrutin de 2024, le district, surnommé « blue dot », concentre un enjeu électoral important car potentiellement décisif selon les résultats des swing states,.
L'électorat de l'État est globalement rural, blanc et conservateur, et acquis au Parti républicain. Seuls les comtés de Douglas (Omaha), de Lancaster (Lincoln) et de Thurston (majoritairement amérindien) sont à la portée des démocrates.

### Représentation nationale
Au niveau fédéral, comme tout État américain, le Nebraska élit deux des 100 sénateurs du Sénat des États-Unis mais seulement trois des 435 représentants à la Chambre des représentants des États-Unis (le nombre de sièges est proportionnel à la population avec un minimum de un).
Les trois représentants élus en 2018 jusqu'en 2020 ont été les républicains Mike Flood pour le Premier district, Don Bacon pour le Deuxième district et Adrian Smith du troisième district.
Les actuels sénateurs sont les républicains Deb Fischer (depuis 2013) et Pete Ricketts (depuis 2023).
En 2008, les sénateurs étaient le démocrate Ben Nelson et le républicain Chuck Hagel. Celui-ci ne s'est pas représenté en novembre 2008 (il deviendra secrétaire à la Défense de l'administration démocrate de Barack Obama entre 2013 et 2015). Le républicain Mike Johanns, ancien gouverneur de l'État et secrétaire à l'Agriculture des États-Unis dans l'administration du président George W. Bush, lui succède entre 2009 et 2015. En 2008, deux des représentants étaient républicains et un démocrate.

### Politique locale

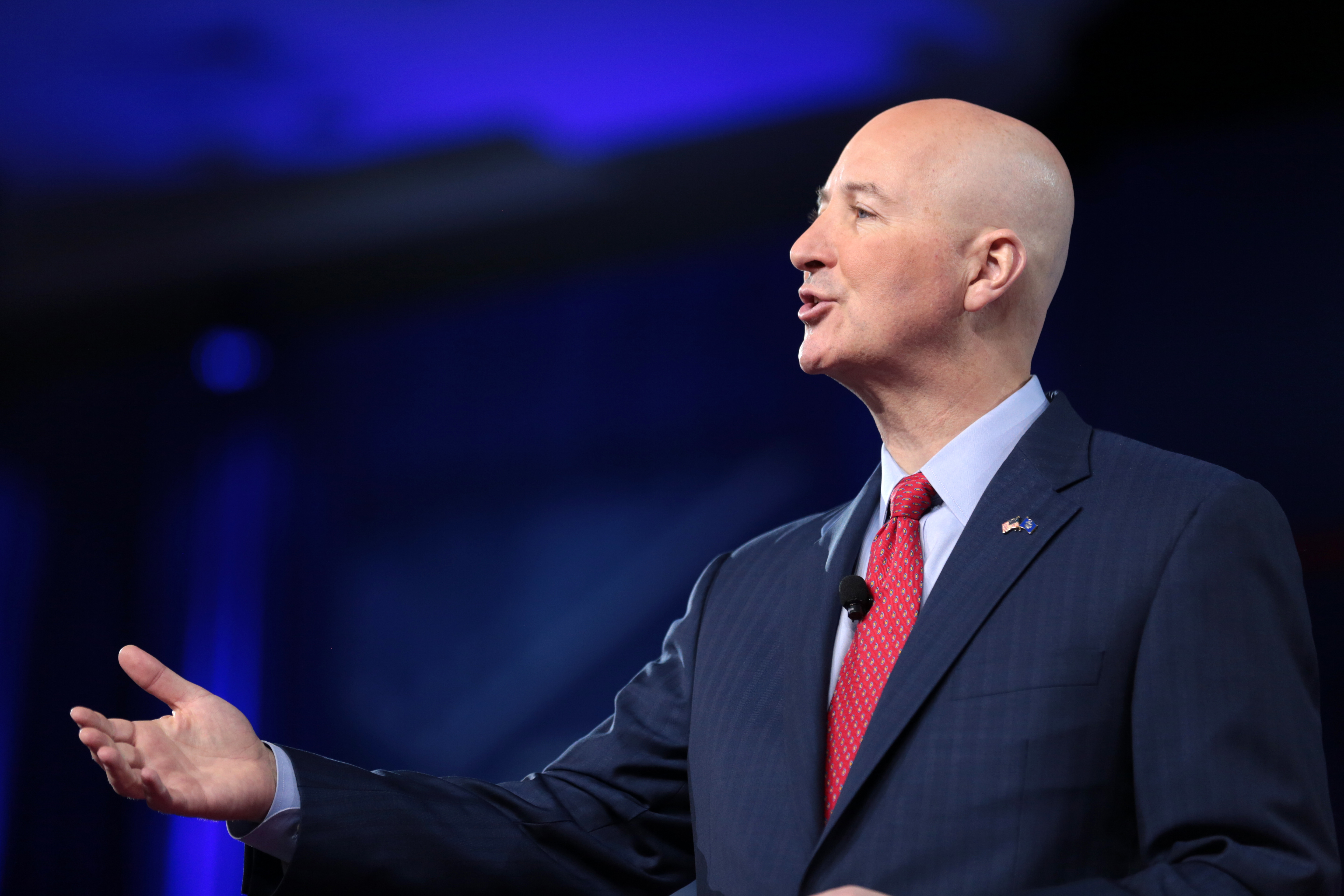
Pete Ricketts, gouverneur de 2015 à 2023.

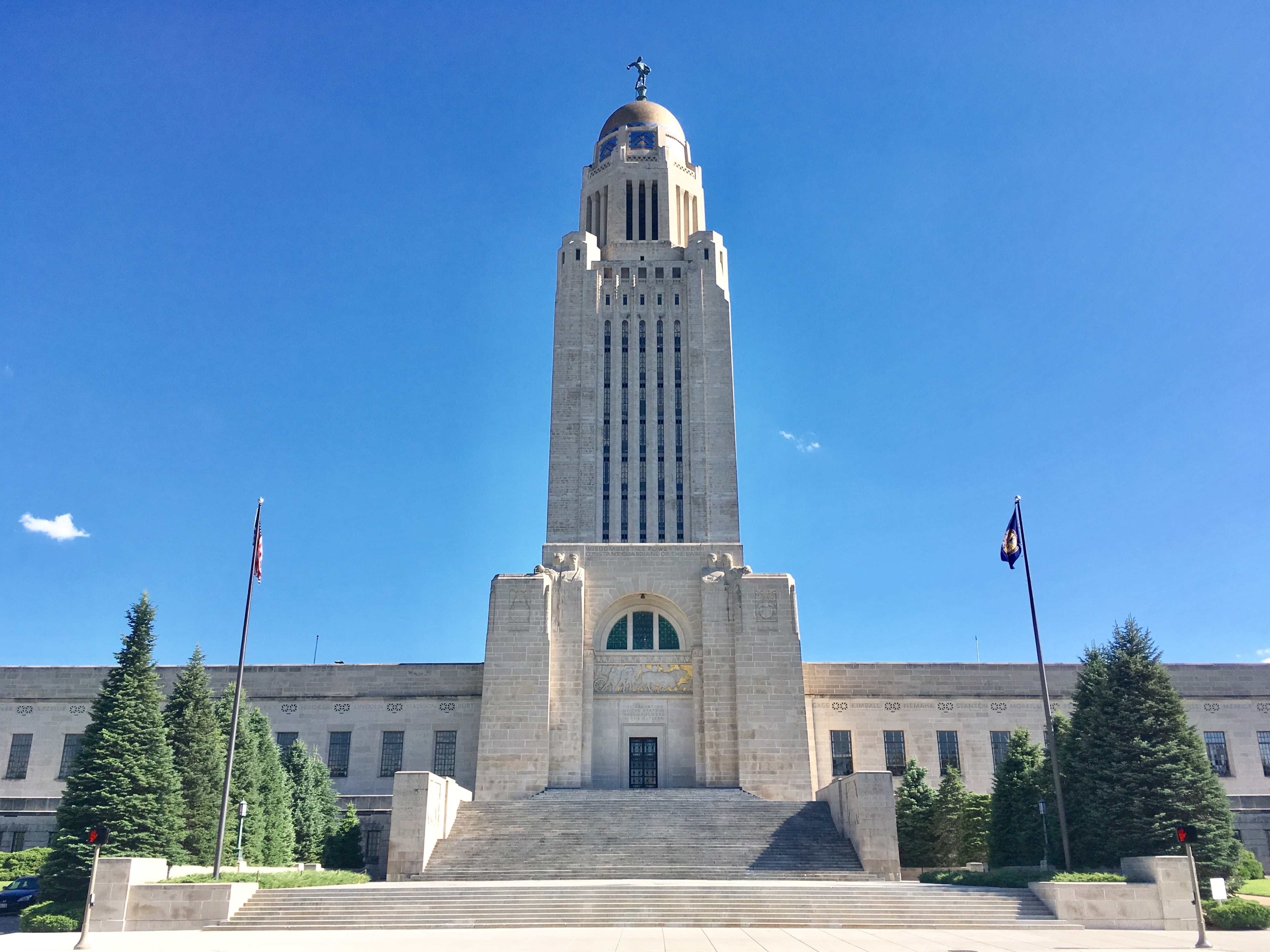
Le capitole du Nebraska.

#### Gouvernement
Comme les autres États américains, le gouvernement du Nebraska se divise en trois branches.
Branche exécutive
Elle est dirigée par un gouverneur élu pour un mandat de quatre ans, renouvelable une fois. Il est élu en ticket avec un lieutenant-gouverneur qui le remplace en cas de démission, décès ou destitution. Quatre autres fonctions exécutives sont également des fonctions élues : secrétaire d'État, auditeur d'État, procureur général et trésorier d'État.
Le gouverneur de l'État est depuis 2023 le républicain Jim Pillen.
Branche législative
Le Nebraska a la particularité d'être le seul État de l'Union doté d'un parlement monocaméral, depuis les années 1930, les autres États ayant reproduit la forme bicamérale du Congrès des États-Unis. La législature du Nebraska, que les Nebraskans appellent Sénat, est composé de 49 sénateurs. Il est dominé par les Républicains. Cependant l'article 7 de la section législative de la constitution de l'État (en) précise que les sénateurs sont élus sur une base non partisane, ce qui signifie que le jour des élections, aucune mention du parti politique du candidat n'est indiquée sur le bulletin de vote et qu'on peut se présenter sans être affilié à un parti. L'élection à la législature n'est pas précédée de primaires comme dans les autres États et présente la particularité de se faire par un scrutin uninominal à deux tours. Les sénateurs sont également répartis physiquement de manière non partisane au capitole du Nebraska.
Branche judiciaire
Le système judiciaire est unifié avec au sommet la Cour suprême du Nebraska (en) ayant autorité sur toutes les juridictions. Cette cour suprême est composée d'un Chief Justice (président de la cour) et de six autres juges (Associate Justices). Ils sont nommés par le gouverneur selon le Missouri Plan (comme pour les autres juges des juridictions inférieures), une méthode qui combine élection ou désignation sur un panel choisi au mérite.

#### Dominante républicaine aux élections locales
Au niveau local, le poste de gouverneur ainsi que les cinq autres postes élus de l'exécutif sont détenus par des Républicains (mais le Démocrate et ancien sénateur Ben Nelson a été gouverneur de l'État de 1991 à 1999).

#### Peine de mort
Encore légale jusqu'en 2015, la peine de mort n'était plus appliquée depuis qu'en 2008 la Cour suprême du Nebraska avait déclaré que le mode d'exécution par électrocution (chaise électrique) était contraire à la Constitution de l'État. Le Nebraska était le seul endroit au monde qui utilisait l'électrocution comme unique méthode d'exécution. Cependant les exécutions dans le Nebraska étaient rares (aucune durant les années 2000) et depuis quelques décennies, la question d'un moratoire ou d'une abolition suscitait le débat. Le Nebraska a aboli la peine de mort le 27 mai 2015 et est alors devenu le 19e État américain sur 50 à remplacer le châtiment suprême par la prison à vie ; cette décision a été annulée par le référendum organisé lors de l'Election Day du 8 novembre 2016, qui a rétabli la peine de mort, prévue par injection létale.

## Économie
En 2004, le PNB de l'État s'élevait à 68 milliards de dollars.

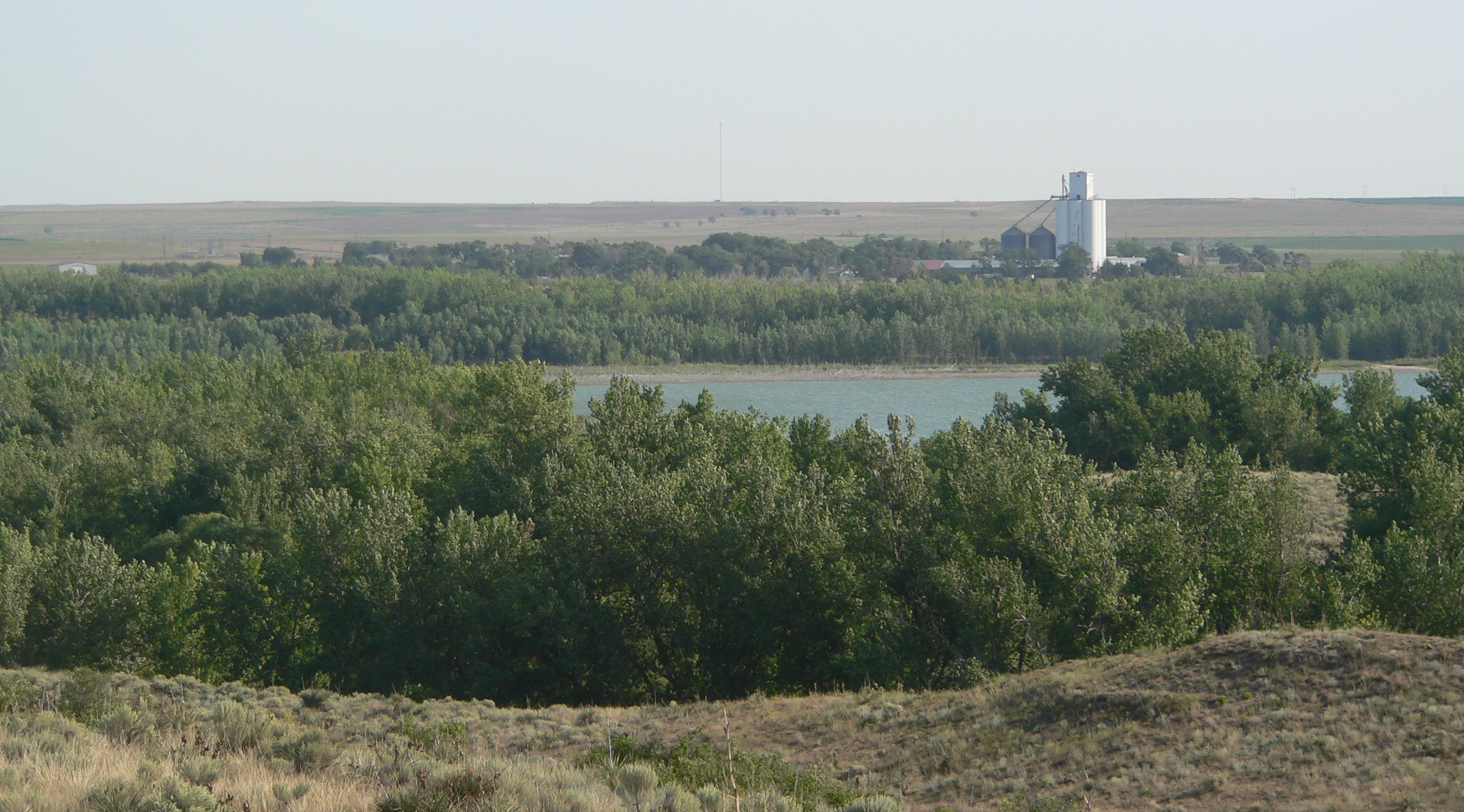
Des silos, marque familière du paysage agricole du Nebraska, ici à Enders.

L'économie de la région repose essentiellement sur l'agriculture. Les exploitations agricoles produisent de la viande de bœuf, de la viande de porc, du maïs et du soja. Le Nebraska figure depuis la généralisation de l'irrigation à partir des aquifères profonds parmi les plus gros états producteurs de maïs des États-Unis.
L'intérêt touristique de la région, bien que faible, est alimenté par quelques monuments nationaux.
Warren Buffett, troisième fortune mondiale en 2012 (après Bill Gates), vit depuis toujours à Omaha, d'où il contrôle une grande partie de ses activités.

## Sports
- Cornhuskers du Nebraska (NCAA)
- Storm Chasers d'Omaha (Ligue de la côte du Pacifique)